# 35a edició dels Premis Sant Jordi de Cinematografia
La 35a edició dels Premis Sant Jordi de Cinematografia va tenir lloc el 27 de maig de 1991, patrocinada per Ràdio Nacional d'Espanya. La cerimònia d'entrega es va dur a terme a Scala Barcelona i fou retransmès a La 2 per Ricard Fernàndez Deu. Va comptar amb muntatges coreogràfics de Christina Riba. Hi va assistir el ministre de cultura Jordi Solé Tura i la majoria dels guardonats. El premi especial a Il gattopardo fou recollit per Alain Delon, convidat expressament per RNE.

## Premis Sant Jordi
| Categoria                                      | Premiat                     | Labor premiada                   |
| ---------------------------------------------- | --------------------------- | -------------------------------- |
| Millor pel·lícula espanyola                    | Innisfree                   | Pel·lícula                       |
| Millor pel·lícula estrangera                   | Kuroi ame                   | Shohei Imamura                   |
| Millor opera prima                             | Boom boom                   | Rosa Vergés                      |
| Millor actor espanyol                          | Jordi Dauder                | El pont de Varsòvia La teranyina |
| Millor actriu espanyola                        | Àngels Gonyalons            | Boom boom                        |
| Millor actor estranger                         | Kenneth Branagh             | Enric V                          |
| Millor actriu estrangera                       | Sandrine Bonnaire           | Monsieur Hire                    |
| Premi Especial a dues pel·lícules ja premiades | El sur Il gattopardo        | -                                |
| Premi a la labor pel cinema espanyol           | Fermín Marimón i Equip Prod | -                                |
| Premi al balanç global de la seva executòria   | Pere Portabella             | -                                |

## Roses de Sant Jordi
| Categoria                    | Premiat |
| ---------------------------- | ------- |
| Millor pel·lícula estrangera | Ghost   |
| Millor pel·lícula espanyola  | ¡Átame! |